# George Howard (6e comte de Carlisle)
Pour les articles homonymes, voir George Howard et Howard.
George Howard, 6e comte de Carlisle (Château Howard, 17 septembre 1773-Château Howard, 7 octobre 1848) est un homme politique britannique.

## Les débuts de la vie
Carlisle était le fils aîné de Frederick Howard, 5e comte de Carlisle de Castle Howard, et de son épouse Lady Margaret Caroline Leveson-Gower. Parmi ses frères et sœurs, il y avait les frères : William Howard, le major Frederick Howard et le très révérend Hon. Henry Howard, doyen de Lichfield ; et ses sœurs : Lady Isabella Howard (épouse de John Campbell, 1er baron de Cawdor), Lady Elizabeth Howard (épouse de John Manners, 5e duc de Rutland), et Lady Gertrude Howard (épouse de William Sloane-Stanley).
Ses grands-parents paternels étaient Henry Howard, 4e comte de Carlisle, et sa seconde épouse, Hon Isabella Byron (fille de William Byron, 4e baron Byron et parente de Lord Byron). Sa mère était la fille de Granville Leveson-Gower, 1er marquis de Stafford, et de son épouse Lady Louisa, fille aînée et cohéritière de Scroop Egerton, 1er duc de Bridgewater.
Il a fait ses études à Eton et à Christ Church, Oxford.

## Famille
Le 21 mars 1801, Lord Carlisle épouse Lady Georgiana Cavendish (1783-1858), fille de William Cavendish, 5e duc de Devonshire, et de Lady Georgiana Spencer (fille aînée de John Spencer, 1er comte Spencer). Ils ont eu douze enfants :
1. George Howard, 7e comte de Carlisle (1802-1864), qui ne s'est pas marié.
2. Lady Caroline Georgiana Howard (1803-1881), qui a épousé William Lascelles, contrôleur du ménage.
3. Lady Georgiana Howard (1804–1860), who married George Agar-Ellis, 1st Baron Dover.
4. Frederick George Howard (1805-1834), qui mourut célibataire avant son père.
5. Lady Harriet Elizabeth Georgiana Howard (1806-1868), qui épousa George Sutherland-Leveson-Gower, 2e duc de Sutherland.
6. William George Howard, 8e comte de Carlisle (1808-1889), qui ne s'est pas marié.
7. Edward Granville George Howard, 1er baron Lanerton (1809-1880), qui épousa Diana Ponsonby, fille de l'honorable George Ponsonby.
8. Lady Blanche Georgiana Howard (1812-1840), qui a épousé William Cavendish, futur comte de Burlington et duc de Devonshire.
9. Charles Wentworth George Howard (1814-1879), qui épousa Mary Parke, fille de James Parke, baron de Wensleydale. Ils furent les parents de George Howard, 9e comte de Carlisle.
10. Lady Elizabeth Dorothy Anne Howard (1816–1891), who married Rev. Francis Richard Grey, son of Charles Grey, 2nd Earl Grey.
11. Henry George Howard (1818-1879), qui épousa Mary Wellesley McTavish en 1845 chez sa tante, la marquise Wellesley. Mary était la fille de John McTavish, consul britannique à Baltimore, et d'Emily Caton (fille de Richard Caton et petite-fille de Charles Carroll de Carrollton). Il est secrétaire de l'ambassade britannique à Paris. Sa femme meurt à Paris le 21 février 1850, dans sa 23e année[1].
12. Lady Mary Matilda Georgiana Howard (1823-1892), qui épousa Henry Labouchere, 1er baron de Taunton.

## Biographie
Fils de Frederick Howard, il fait ses études à Eton et à Christ Church (Oxford).
Député pour Morpeth (Northumberland) (1795-1806) puis pour Cumberland (1806-1820), il entre au Conseil privé en 1806 puis à la Chambre des lords en 1825. En 1827, il devient le premier commissaire des eaux et forêts dans le ministère de George Canning (mai-juillet) puis Lord du Sceau Privé de juillet 1827 à janvier 1828.
De 1830 à 1834, il est ministre sans portefeuille dans les gouvernements  Lord Grey et Lord Melbourne et de juillet à novembre 1834 de nouveau Lord du Sceau Privé.
Il est fait chevalier de la Jarretière en 1837.
En dehors de sa carrière politique, Carlisle est Lord Lieutenant de l'East Riding of Yorkshire entre 1824 et 1840. Il est fait Chevalier de la Jarretière en 1837.